# Юда-Нісім Магрісо
Юда-Нісім Магрісо (болг. >Юда Нисим Магрисо; 10 березня 1923, Хасково) — болгарський вчений в галузі виноградарства, доктор наук з 1976 року.

## Біографія
Народився 10 березня 1923 року в Хаскові. Працював науковим співробітником Інституту виноградарства і виноробства в Плевені. Лауреат Димитровської премії.

## Наукова діяльність
Основні праці присвячені водному режиму і водозабезпеченню виноградної лози в широкому фізіологічному і агротехнічному аспекті, освоєння схилів під виноградники, агротехнічним питанням промислової технології виробництва винограду. Автор понад ста робіт, в тому числі чотирьох монографій. Серед праць:
- Напояване на лозата. — София, 1964;
- Воден режим и напояване на лозата. — София, 1970.